# Josef Lang (Politiker, 1897)
Josef Lang (* 24. August 1897 in Kochertürn; † 26. Juni 1965 in Neuenstadt am Kocher) war ein deutscher Landwirt und Politiker (CDU).

## Leben
Lang, der beruflich als Landwirt tätig war, trat nach dem Zweiten Weltkrieg in die CDU ein und amtierte zeitweise als Bürgermeister der Gemeinde Kochertürn. Am 30. Januar 1952 rückte er für den verstorbenen Abgeordneten Karl Vogt im Wahlkreis Heilbronn in den Landtag von Württemberg-Baden nach, dem er bis zum Ende der Legislaturperiode angehörte. Von 1952 bis 1960 war er für den Wahlkreis Heilbronn-Land I Mitglied des baden-württembergischen Landtages.

## Ehrungen
- 1952: Verdienstkreuz (Steckkreuz) der Bundesrepublik Deutschland
- Josef-Lang-Straße in Neuenstadt am Kocher

| Personendaten    | Personendaten                               |
| ---------------- | ------------------------------------------- |
| NAME             | Lang, Josef                                 |
| KURZBESCHREIBUNG | deutscher Landwirt und Politiker (CDU), MdL |
| GEBURTSDATUM     | 24. August 1897                             |
| GEBURTSORT       | Kochertürn                                  |
| STERBEDATUM      | 26. Juni 1965                               |
| STERBEORT        | Neuenstadt am Kocher                        |